# Kosmos 133
Kosmos 133 (ryska: Космос-133) var en obemannad flygning i Sovjetunionens rymdprogram. Det var den första testflygningen av en Sojuz-farkost.

## Dockning
Dagen efter uppskjutningen skulle ytterligare en obemannad Sojuz ha skjutits upp för att genomföra en automatisk dockning mellan de båda farkosterna. Men Kosmos 133:s styrsystem började krångla och uppskjutningen av den andra farkosten fick läggas på is.

## Landning
Efter 5 misslyckade försök att få farkosten att återinträda i jordens atmosfär, lyckades man till slut få igång återinträdesprogrammet. Programmet utfördes inte korrekt och landningskapseln kom ur kurs och skulle ha landat i Kina. För att undvika detta sändes kommandot för självdestruktion kl. 10:21 GMT den 30 november 1966.